# Taynton (Gloucestershire)
Taynton é uma paróquia e aldeia de Forest of Dean, no condado de Gloucestershire, na Inglaterra. De acordo com o Censo de 2011, tinha 438 habitantes. Tem uma área de 10,29 km².